# Tunnel Tradenberg
Der Tunnel Tradenberg ist ein Straßentunnel.

## Geografische Lage
Der Tunnel Tradenberg unterquert auf einer Länge von 2,4 km die nördlichen Ausläufer des Bisamberg-Massivs zwischen Hagenbrunn-Königsbrunn und Stetten im Weinviertel, Niederösterreich. Er ist Bestandteil der Wiener Außenring Schnellstraße, die in diesem Bereich die Bezeichnung S1 West trägt.

## Geschichte
Der Tunnel Tradenberg war der erste bergmännisch errichtete Tunnel im Weinviertel. Er wurde über das Public-Private-Partnership-Projekt PPP Ostregion vom Konsortium Bonaventura errichtet. Aufgrund der geologischen Situation lag der durchschnittliche Tagesvortrieb bei 2,6 Metern. Die relativ geringfügige Überdeckung von maximal 50 Metern stellte eine zusätzliche Herausforderung dar. Insgesamt wurden 1,6 Millionen Kubikmeter Beton und 87.000 Tonnen Betonstahl verbaut. Die projektierten Baukosten betrugen 82,3 Millionen Euro.
Baubeginn war im April 2007. Die Verkehrsfreigabe erfolgte am Sonntag, den 31. Jänner 2010.

## Ausführung

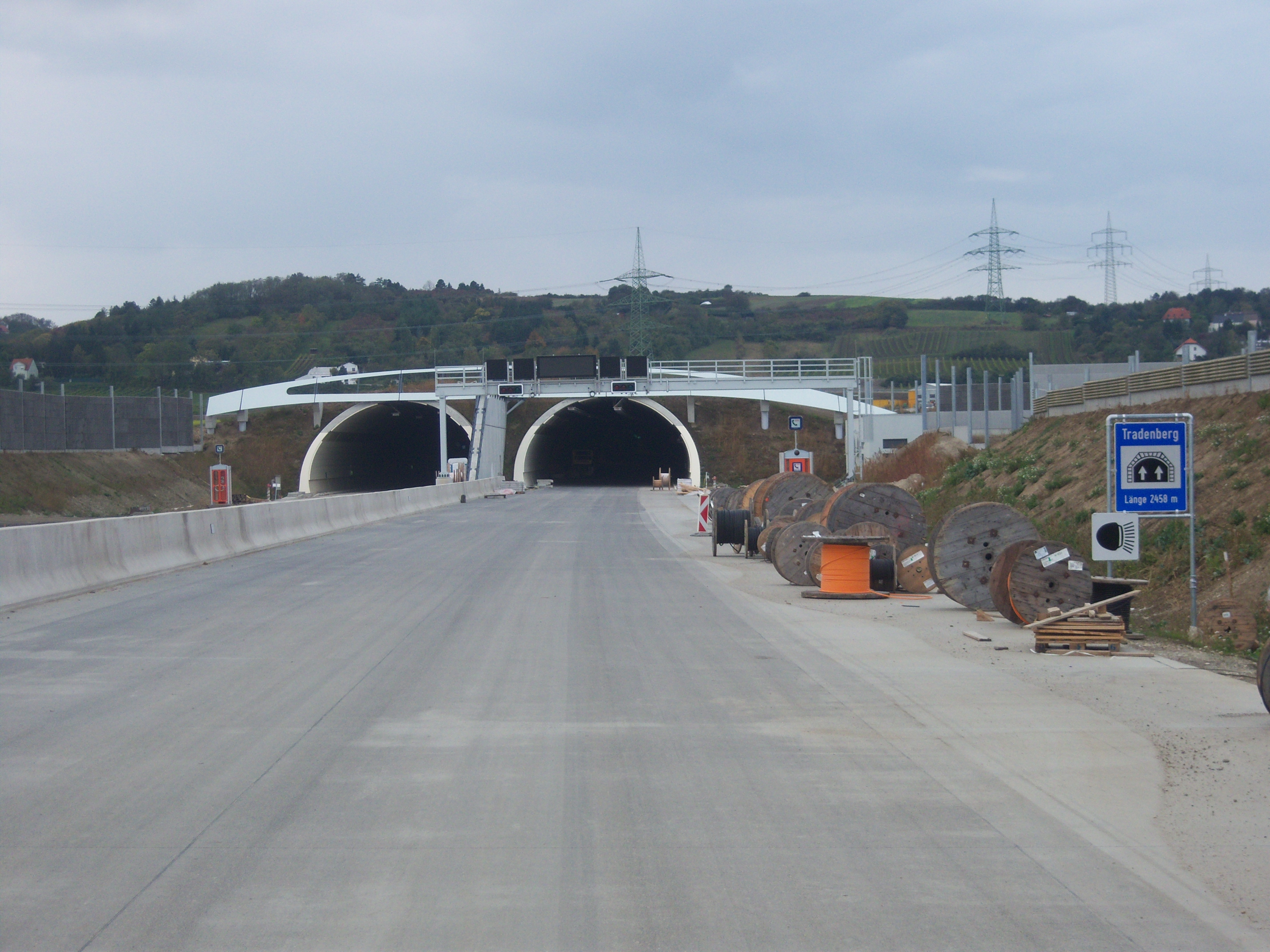
Tunnel Tradenberg Ostportal

Die beiden Röhren des Tunnels werden außerhalb des Tradenberges aus Lärmschutzgründen in offener Bauweise verlängert und erreichen so eine Gesamtlänge von 2423,5 Metern bei der Nordröhre und 2457 Metern bei der Südröhre. Der bergmännisch errichtete Teil der beiden Tunnel hat eine Länge von 1403,6 Metern bzw. 1359,0 Metern. Die Stützung erfolgt mit Spritzbeton, Tunnelgitterbögen und Systemverankerungen.
Beide Röhren beinhalten je zwei Fahrspuren und eine durchgehende Abstellspur. Dadurch ergibt sich ein Ausbruchsquerschnitt von bis zu 130 m² bei einer Gewölbespannweite von 14 m. Neun Querschläge (fünf in bergmännischer Bauweise und vier in offener Bauweise) verbinden die beiden Röhren. Der daraus resultierende Regelabstand beträgt ca. 250 m. Die Längslüftung der beiden Röhren erfolgt mit Strahlventilatoren. Im Tunnel gilt eine Zulässige Höchstgeschwindigkeit von 100 km/h.